# Vila (architettura)

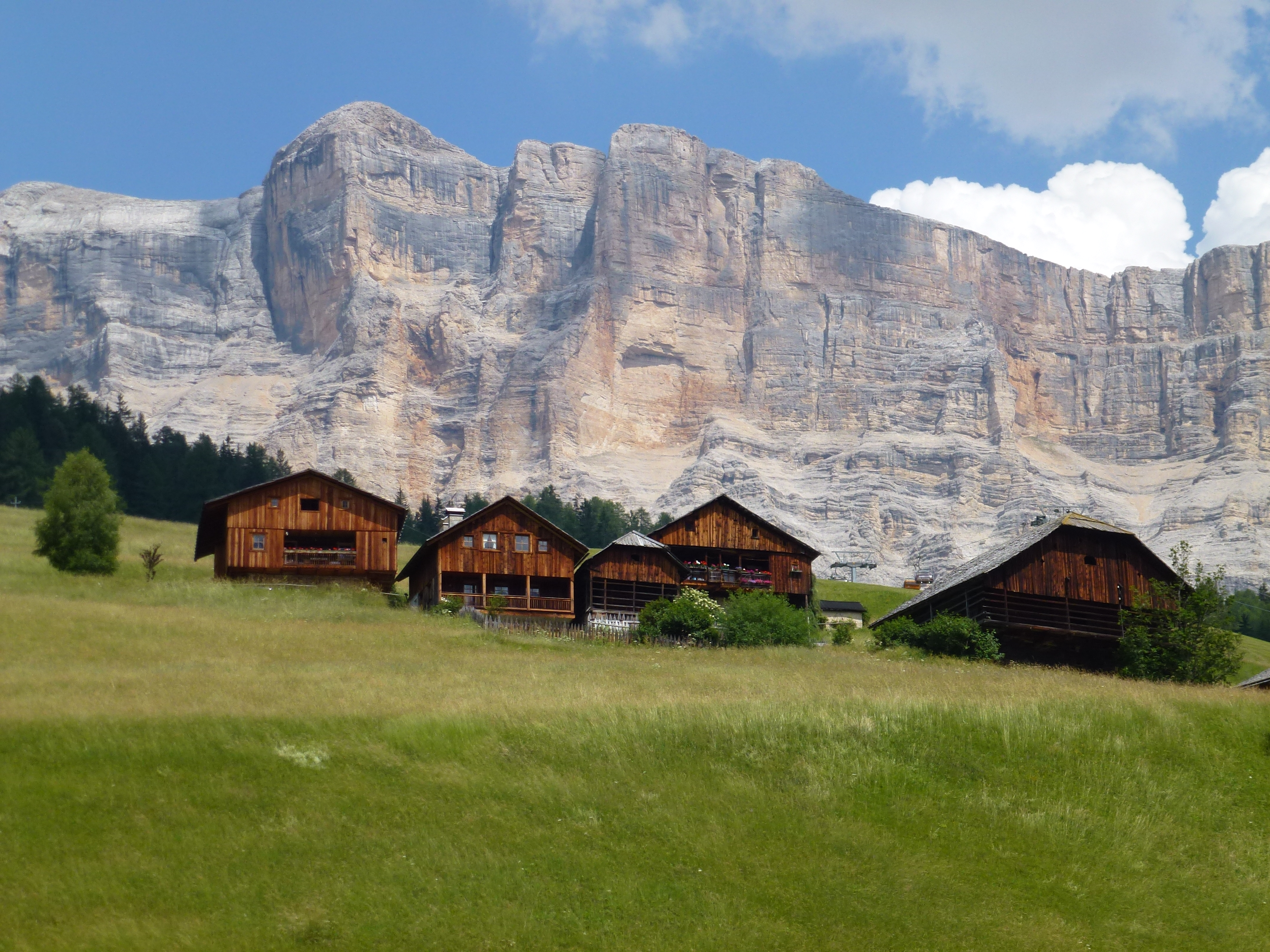
La vila di Plansarores a Badia

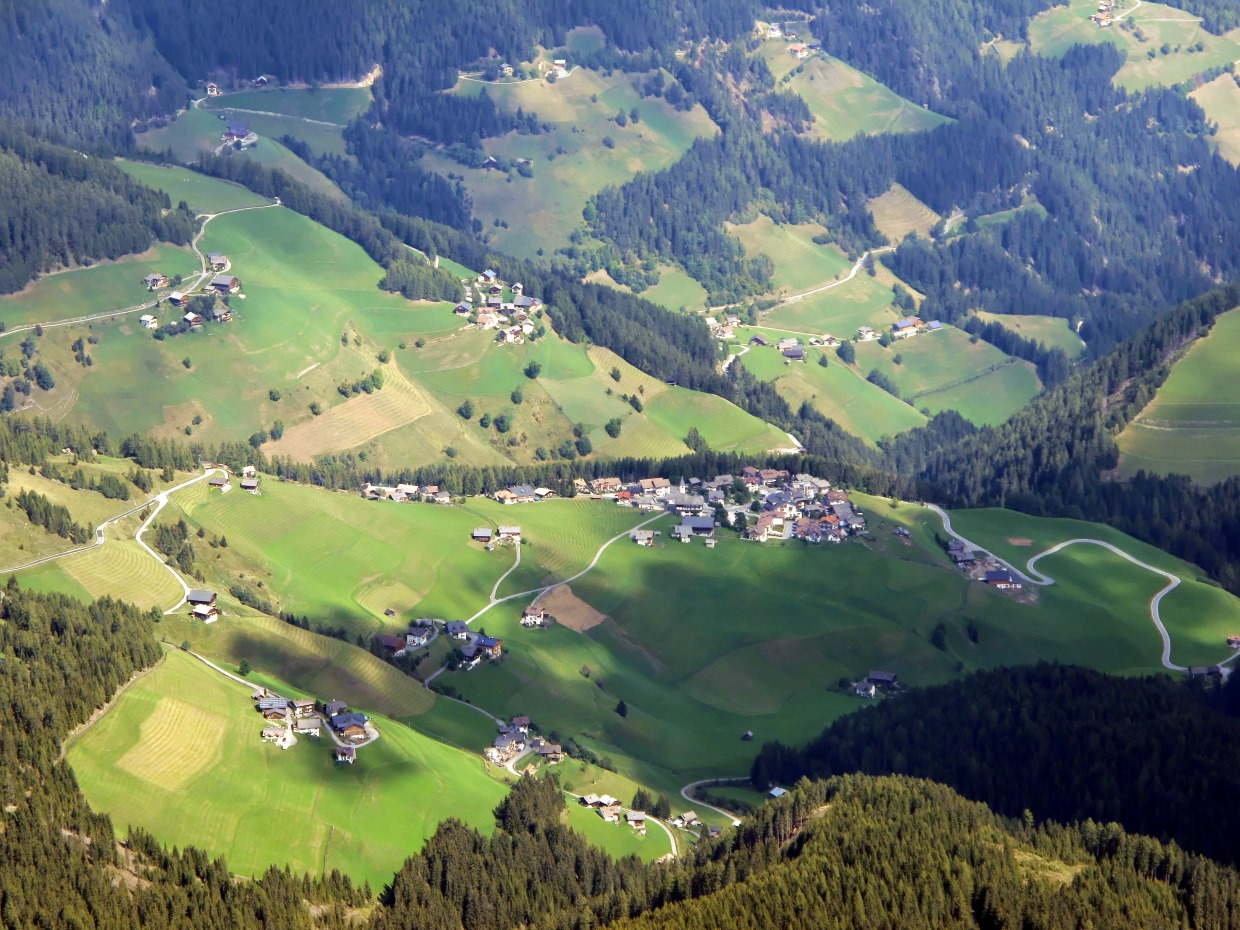
I versanti attorno ad Antermoia (San Martino in Badia) punteggiati di viles.

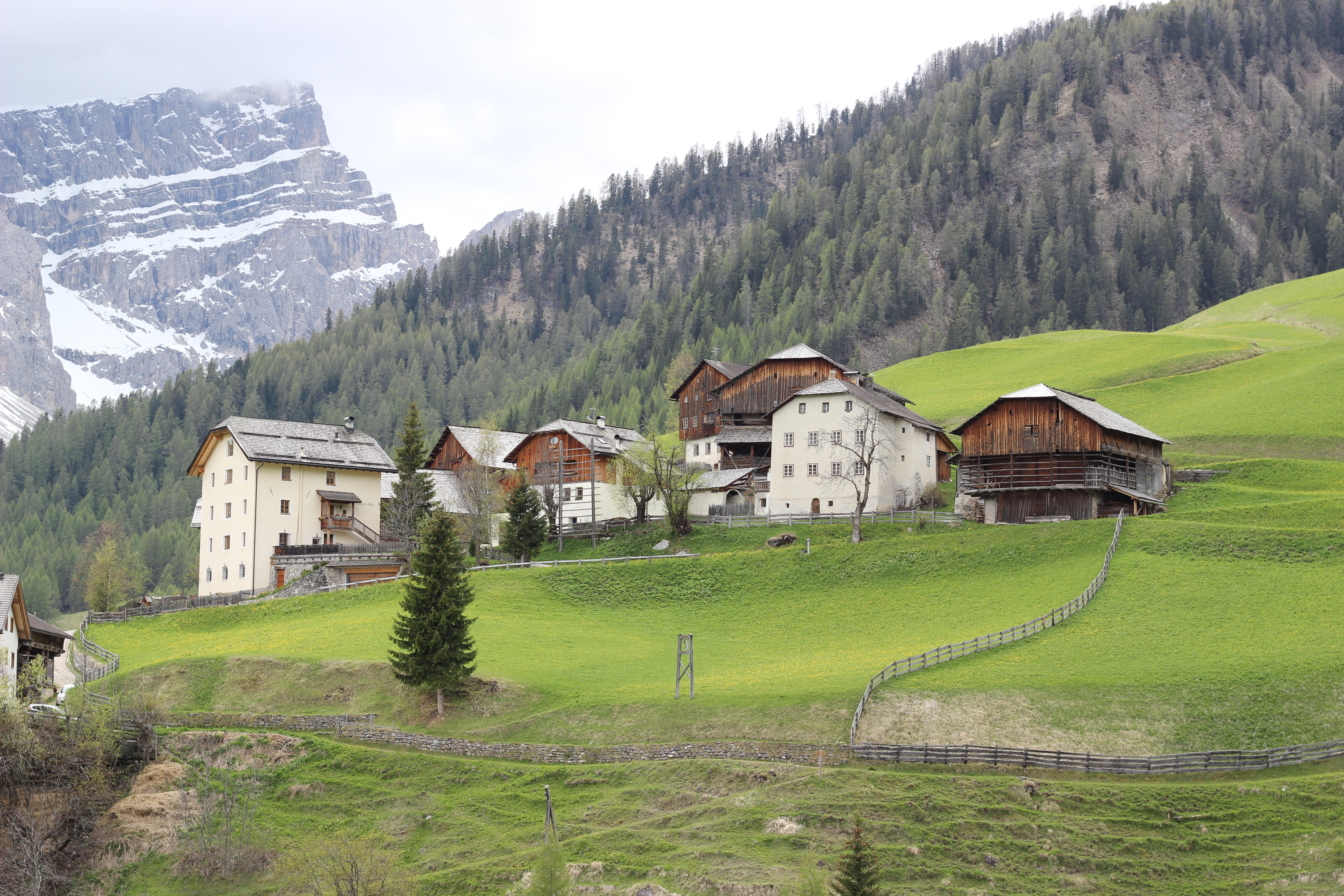
La vila di Miscí a Longiarù.

La vila è un insediamento rurale montano costituito da alcune case e fabbricati privati, con i servizi rustici essenziali in comune tipico della regione ladina nelle aree un tempo appartenenti alla Contea del Tirolo, in particolare in Val Badia dove ne esistono più di 120.

## Descrizione
Il termine è riportato in lingua italiana con "maso", tuttavia la vila ladina si distingue da questo per alcune caratteristiche architettoniche e strutturali. Le differenze principali fra le viles e i masi sparsi, tipici dell'Alto Adige sono la distribuzione fortemente accentrata degli edifici e la struttura fondiaria e organizzativa del territorio.
Le viles sono diffuse a una quota fra i 1200 e i 1700 metri e la natura impervia delle valli dolomitiche ha originato nel tempo una forma di gestione dello spazio razionato con parsimonia. I pochi suoli pianeggianti, infatti, vengono per lo più coltivati anziché edificati. Cedere i terreni migliori alla coltivazione ottimizza il raccolto in un ambiente già di per sé ostile. Questa necessità di risparmiare lo spazio ha due conseguenze principali:
- in una vila possono essere presenti più masi chiusi e più famiglie contemporaneamente, ognuno con la propria majun;
- la vila segue un preciso "canone" costruttivo: piccole piazzole, occupate parzialmente dagli accessori comuni, quali forni, granai, essiccatoi per cereali, legnaie, abbeveratoi e il lavatoio; attorno a queste limitate piazzole sorgono tutti gli edifici agricoli e residenziali a minima distanza fra loro, mentre i masi tirolesi tendono alla dispersione. Le piazzette interne, gli accessori comuni e i percorsi di collegamento con i fondi agricoli sono di proprietà collettiva.[3]

La diffusione della vila è limitata alle valli di lingua ladina un tempo appartenenti alla Contea del Tirolo in quanto condizione necessaria è la presenza di un maso, istituzione riconosciuta solo in tale area. Queste valli sono: la Val Gardena, Val di Fassa, Fodom, Cortina d'Ampezzo e Val Badia. Tuttavia solo nella Provincia autonoma di Bolzano è ancora riconosciuto il maso chiuso, fattore che ha permesso nelle valli Gardena e Badia la conservazione della vila, anche a livello istituzionale.
La vallata più ricca di esempi, sia per numero che per ottima conservazione è la Val Badia. Escludendo i pochi fondovalli tendenzialmente pianeggianti (val di Marebbe e valle di Longiarù) e le valli dai versanti poco scoscesi (val di Spessa e la spalla valliva di Badia) il territorio della Val Badia è marcatamente scosceso. Basti pensare che solo l'8% delle viles è posto in fondovalle, il 6% su terrazzamenti, il 7% su conoidi di deiezione e ben il 79% su pendii fortemente scoscesi.

## Origini

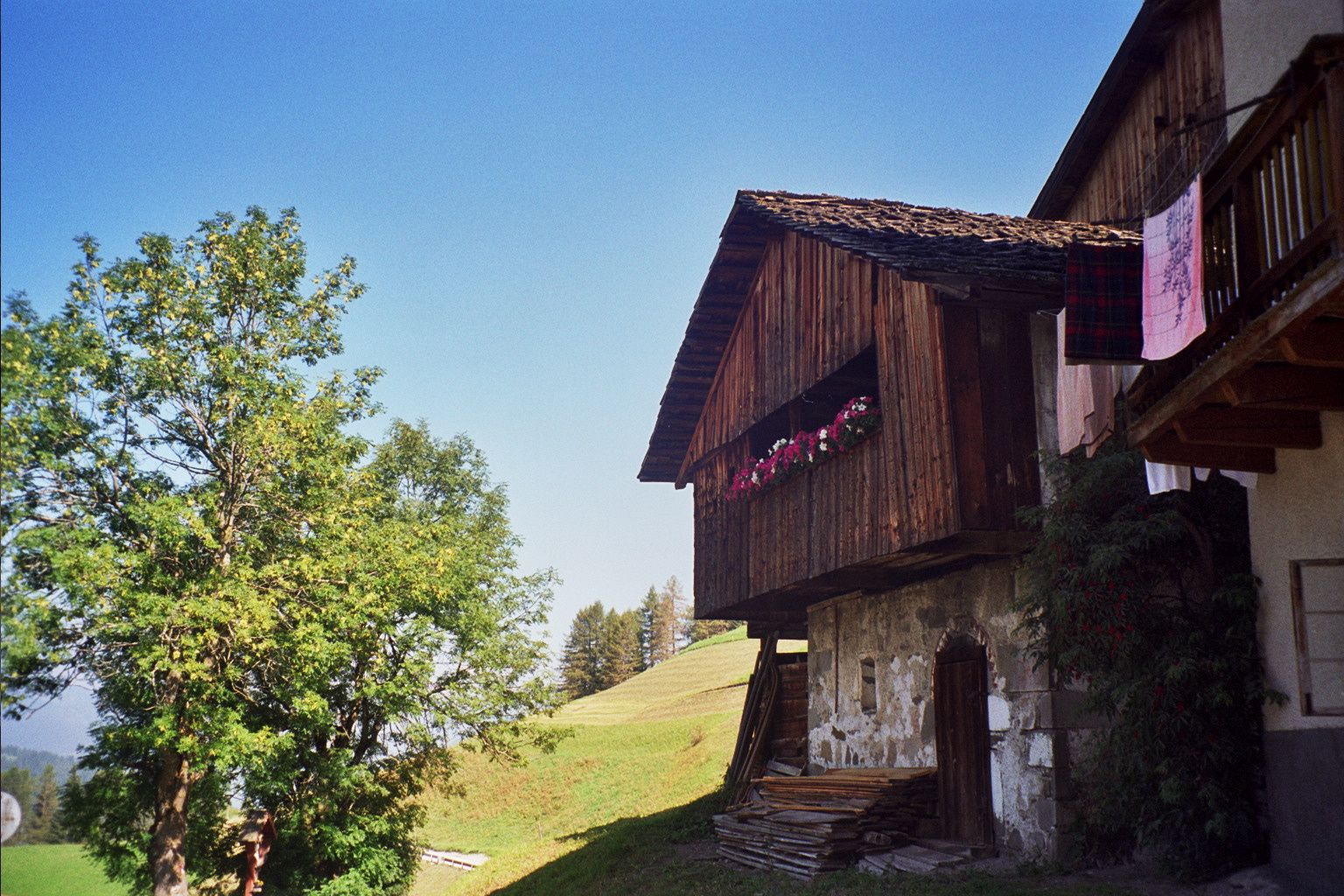
La tipologia di casa "romanica" rappresenta uno dei primi esempi di edificio esclusivamente abitativo. Nella foto la splendida casa "romanica" di Furnacia a La Valle.

La mancanza di fonti scritte attendibili rende difficile una ricostruzione precisa dell'origine dell'istituzione del maso come pure quella della sua controparte ladina, la vila. Le ipotesi formulate finora indicano solitamente due possibili origini: dal costume germanico della Hufe (da cui il termine tedesco di Hof) portato nelle allora provincie romane del Norico e della Rezia dai Bavari, oppure dalla villa romana. Probabilmente si tratta di una commistione dei due usi. Una prova di ciò è l'uso, nei registri contabili voluti nel 1288 dal Conte Mainardo II, chiamati urbari, dei termini di villa e di villicus per indicare i masi e il relativo sovrintendente. Nel caso che l'istituto del maso fosse stato adottato ex novo dal popolo di lingua retoromanza, ne avrebbe adottato probabilmente anche la terminologia.
L'uso di una terminologia strettamente latina come pure la continuità d'uso di tale terminologia in lingua ladina, senza influenze da parte dei termini germanici, ne suggerirebbe una preesistenza, che comunque non ha impedito alla vila di riprendere molti usi propri del diritto germanico, come l'indivisibilità della proprietà, la gestione comunitaria della terra e di beni comuni anche fra più masi come i boschi ed i pascoli.
Oltre a discutere delle origini della vila su base etimologica o istituzionale, dal punto di vista architettonico le viles ricordano da vicino i fienili e le case retiche, con il piano inferiore in muratura e seminterrato, mentre l'alzato ligneo è sporgente rispetto alla muratura, originando la caratteristica forma a fungo. Il semplicissimo modello della casa retica diede origine nell'area alpina centrale alla tambra, un capanno ligneo, con fondamenta in pietra, che ricopriva funzioni sia agricole, sia pastorali che abitative. Con l'accrescersi della popolazione si avvia un processo di specializzazione degli edifici, relegando la tambra alle funzioni relative alla pastorizia e al tablè quelle agricole. Questi edifici sono tuttora in uso anche se legati alla stagionalità in alta quota, mentre nelle viles perennemente abitate s'impone il modello che prevede la divisione degli edifici abitativi da quelli agricoli. Le case più antiche in questo senso sono quelle di tipo "romanico" attestate a partire dal XII secolo ma di origini probabilmente più antiche. Con il passaggio da capanni multifunzionali a veri e propri edifici specializzati la vila assume il suo aspetto attuale, rimasto quasi immutato.

La majun di Larjei a San Cassiano. Da notare l'entrata a monte tramite un piccolo ponte di legno (punt d'ara). Si nota anche il balcone chiuso da assi orizzontali (parincinch)

La stüa della vila di Larjei a San Cassiano con il mugun.

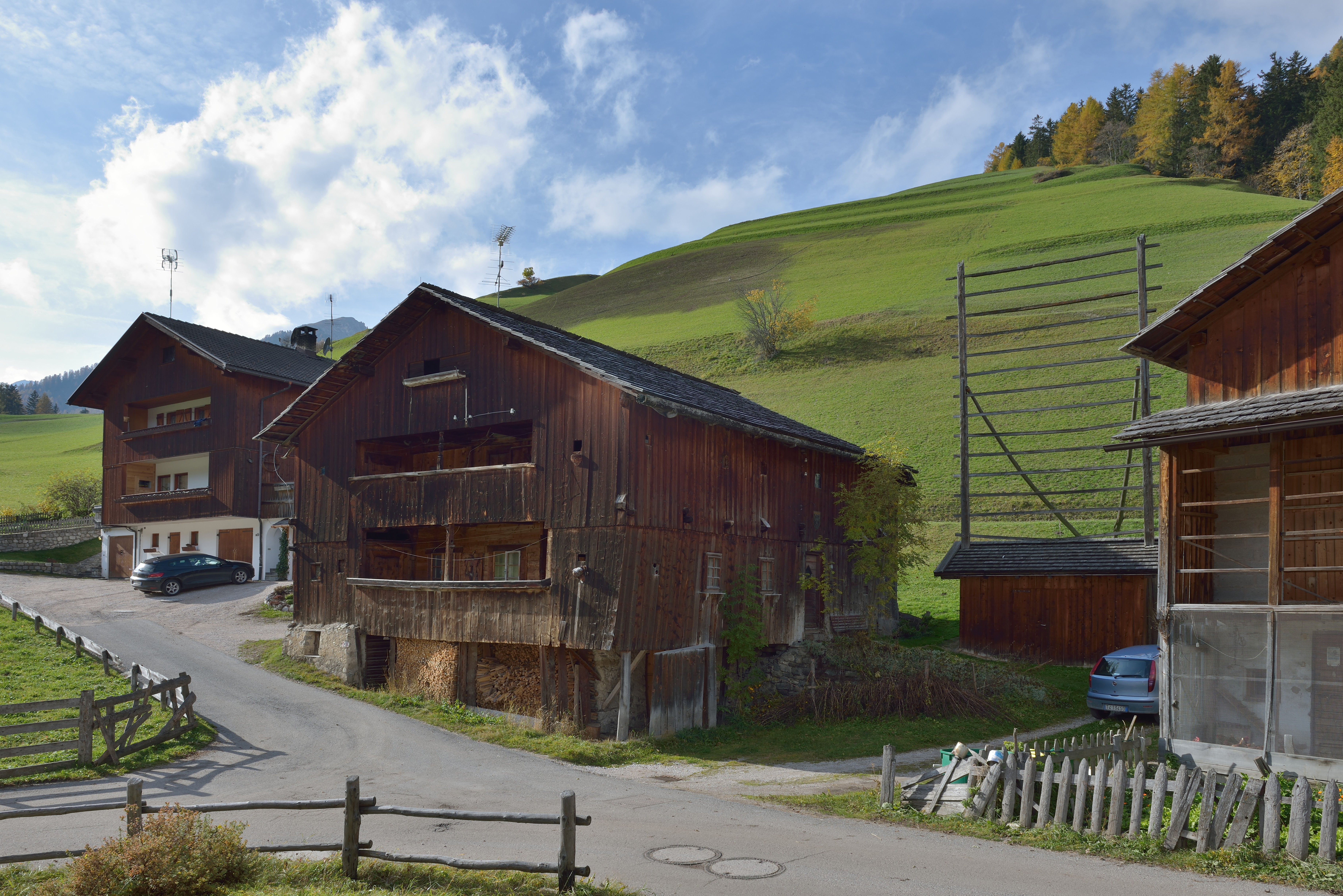
Accanto alla majun spicca il favà in una vila a Longiarù.

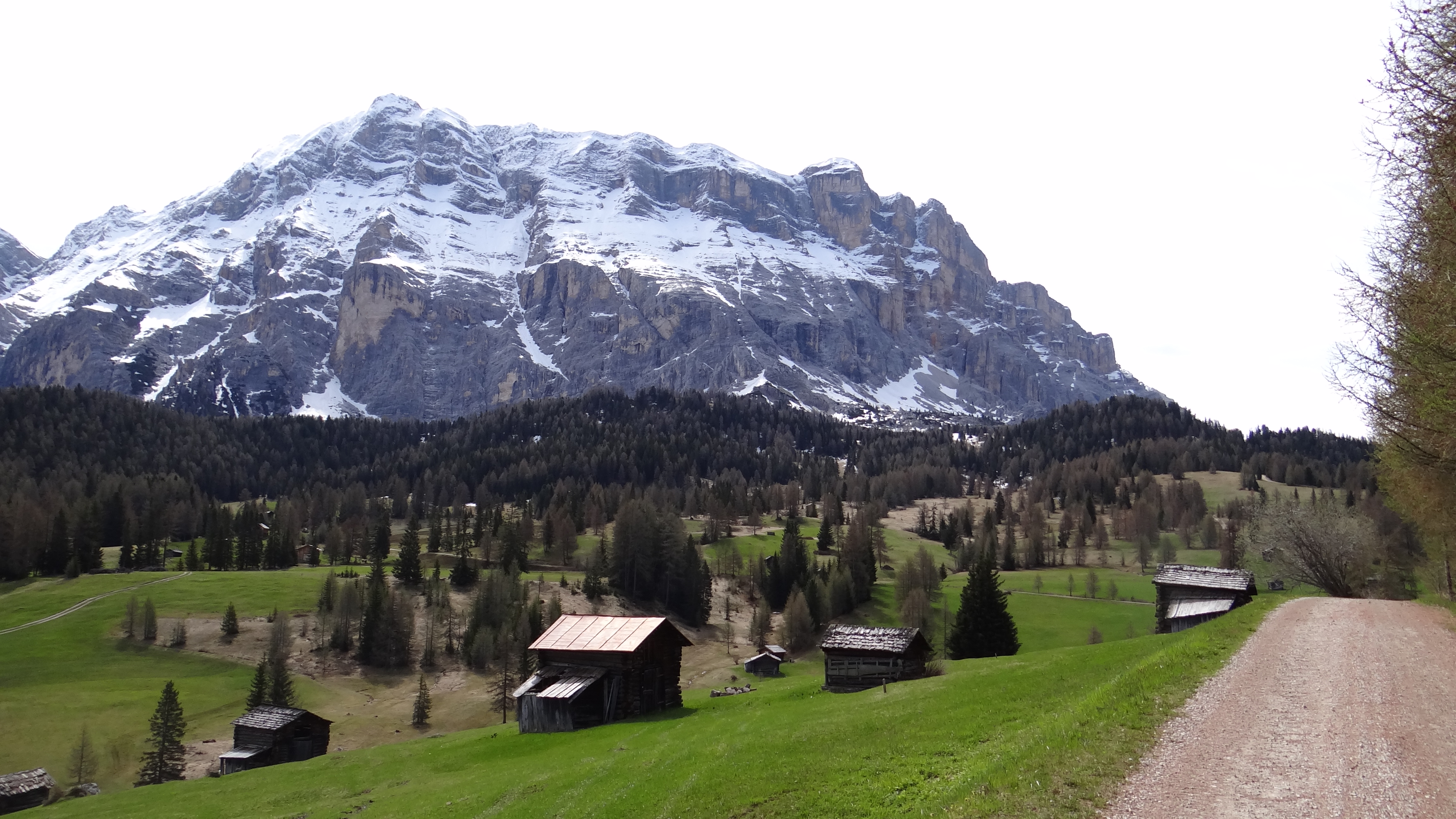
Esempi di tablês sui prati di Armentara a La Valle. Sullo sfondo il Sasso di Santa Croce.

## Edifici

### Majun
Edificio immancabile in una vila, simbolo stesso del maso, è il grosso edificio agricolo polifunzionale chiamato majun (dal latino mansio). L'edificio ospita su diversi piani, dal basso verso l'alto la stalla (stala), il fienile (tablè) e la rimessa (ara). In alcuni casi annesso alla stalla vi è anche il caseificio. Persistono rari casi dove la majun e l'edificio abitativo sono comunicanti, addossati fra loro o inclusi in un unico volume. I tre piani di questo edificio non sono comunicanti fra loro per mezzo di una scala interna, e l'accesso ai diversi piani avviene dall'esterno, grazie alla pendenza naturale del terreno. Alla rimessa posta al piano più alto si accede da monte, mentre l'accesso alla stalla si trova sulla facciata a valle. Il fienile possiede un accesso sul fianco.
La comunicazione interna tra i diversi ambienti in verticale avviene per mezzo di un sistema di botole sul pavimento. Esso permette, portando il fieno nella rimessa, di calarlo nel sottostante fienile per lo stoccaggio e, successivamente, dal fienile direttamente alle mangiatoie nella stalla. Nel caso che la majun non sia addossata al versane a monte, ma sia leggermente scostata da esso, si rende necessario un piccolo ponte che superi il dislivello fra il versante a monte e l'entrata della rimessa.
Una caratteristica delle majuns è il particolare balcone di cui sono dotate al piano del fienile. Esso corre attorno a tutto l'edificio (escluso quello a monte) ed è completamente aperto, se non per delle assi orizzontali. Tale balcone, detto parincinch, serviva a stendere al sole l'eventuale fieno ancora umido o per essiccare il raccolto.

### Ciasa
La casa, il cui stile architettonico è approfondito nel paragrafo successivo, contiene alcuni spazi sociali importanti. Innanzitutto la cucina (ciasa da füch, casa del fuoco, retaggio lessicale della Feuerhaus dei masi tirolesi), ma soprattutto la sede del focolaio domestico e cuore della vita familiare: la stüa. Questa ricopre un ruolo sociale di grande importanza nella cultura ladina e alpina in generale. La stüa è dominata dall'unica stufa della casa, detta mugún o fornèl. Questa è una piccola struttura in muratura dentro la quale viene acceso il fuoco. Attorno ad essa viene costruita una struttura in legno in modo tale da potersi sedere o sdraiare ai lati e sopra la stufa. La porticina che permette di accendere e attizzare il fuoco nel mugún non si apre nella stüa bensì nel locale adiacente che funge da dispensa o da legnaia, oppure può aprirsi nel corridoio della casa. Le camere si trovano di solito al piano di sopra, ad eccezione della camera padronale (detta stangode) alla quale si accede e comunica esclusivamente con la stüa.
Nel seminterrato della casa si trova la cantina, genericamente chiamata cianoa oppure ciolá se adibita alla conservazione dei formaggi.

### Edifici secondari
La vila di solito conta su alcuni edifici secondari di uso comune situati solitamente nella piazzetta centrale. Fra questi ci sono il fistì (abbeveratoio), il forno per il pane e il favà, un'alta struttura simile ad una scala a pioli di grandi dimensioni, usato per essiccare le fave. Altri edifici annessi alla vila sono il mulino (di cui si conservano pochi esempi) e il tablè. Questo è un piccolo edificio in legno strutturale con funzioni di fienile. Se ne possono trovare anche nei pressi delle viles, ma è solitamente associato allo stoccaggio del fieno sugli alpeggi.

## L'architettura delleviles

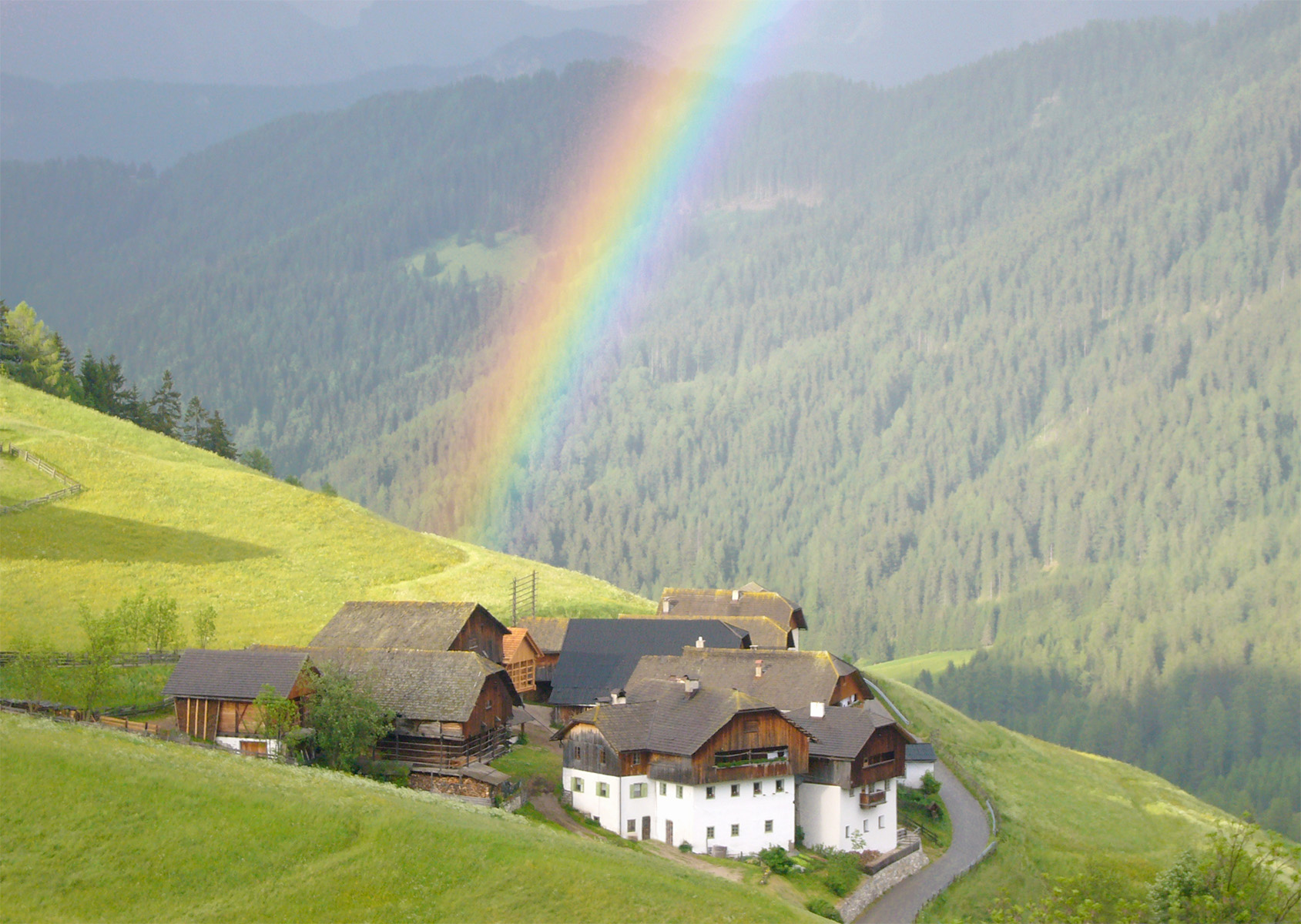
Seres a Longiarù è un classico esempio di vila "annucleata".

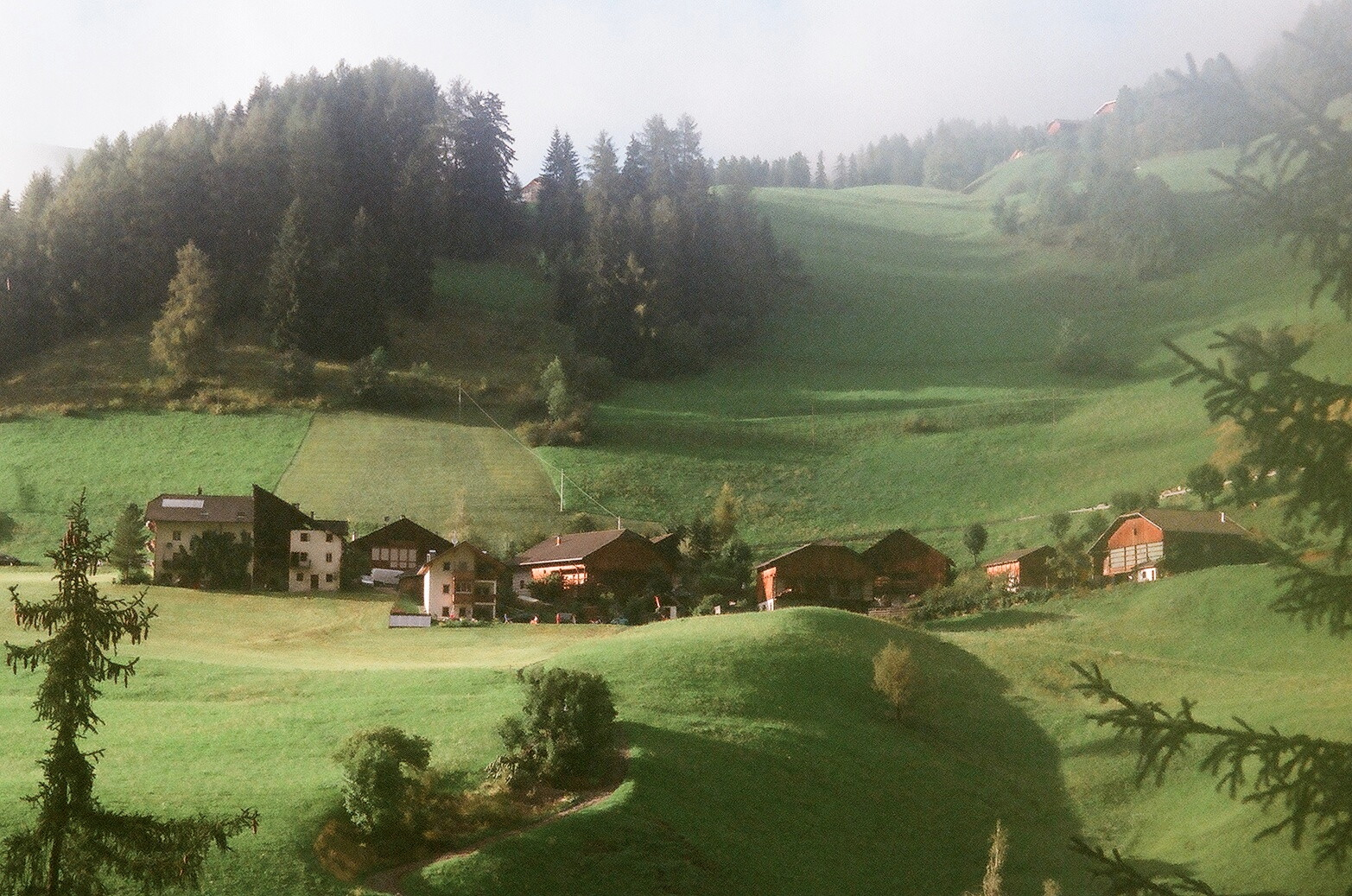
Taela a La Valle è un esempio di vila a disposizione "lineare".

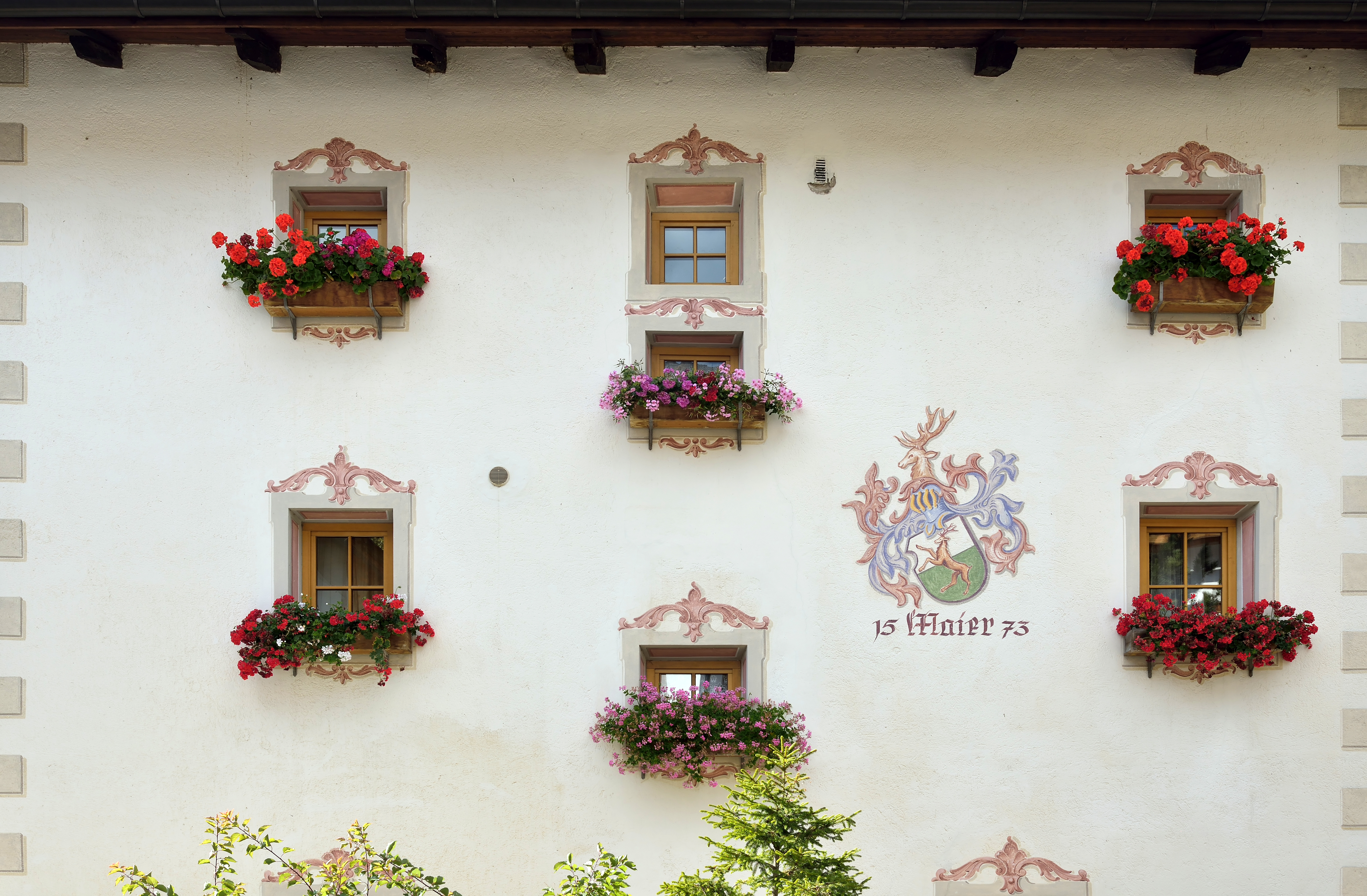
Casa del maier nella vila di Coz a La Valle.

La struttura della vila si può classificare per tre caratteristiche strutturali:
1. La disposizione degli edifici tra loro. Può essere di tipo "nucleato" (edifici disposti attorno a una piccola piazzola centrale) o "lineare" (edifici disposti alla stessa quota lungo la curva di livello formando una linea di case). Il primo è maggiormente diffuso.
2. La separazione degli edifici funzionali. Le viles con due edifici distinti per le funzioni agricole e abitative sono la maggior parte. Esistono tuttavia alcuni esempi di viles ove l'edificio abitativo e quello agricolo sono uniti.
3. Lo stile architettonico degli edifici.

### La casa ladina
Per quanto riguarda lo stile architettonico della casa ladina, elemento caratterizzante del paesaggio antropico della Ladinia, sono stati individuati quattro stili dominanti. Qui di seguito ordinati cronologicamente.

#### La casa "romanica"
Le case "romaniche" rappresentano il primo esempio di Paarhof (divisione dell'edificio agricolo e abitativo). Questi edifici con la caratteristica forma a fungo, risalgono generalmente fra i secoli XI e XIII. La caratteristica costruttiva di questi edifici è il basamento in pietra che incassandosi nel terreno scosceso, a valle risulta alzato di parecchi metri, mentre a monte è completamente interrato. Su questa struttura s'imposta un'ulteriore struttura lignea, generalmente molto sporgente. La parte lignea viene a trovarsi a monte all'altezza del suolo. La sporgenza della parte lignea viene a creare un portico, detto "portico retico", utile per mettere al riparo dalle intemperie legna e fieno. Questa costruzione permette alla parte inferiore, che ospita le cantine, le cucine e la stube di essere isolata dall'umidità grazie alle mura in pietra. La parte alta invece, che ospita le stanze, grazie alla muratura lignea offre un buon isolamento dal freddo. 

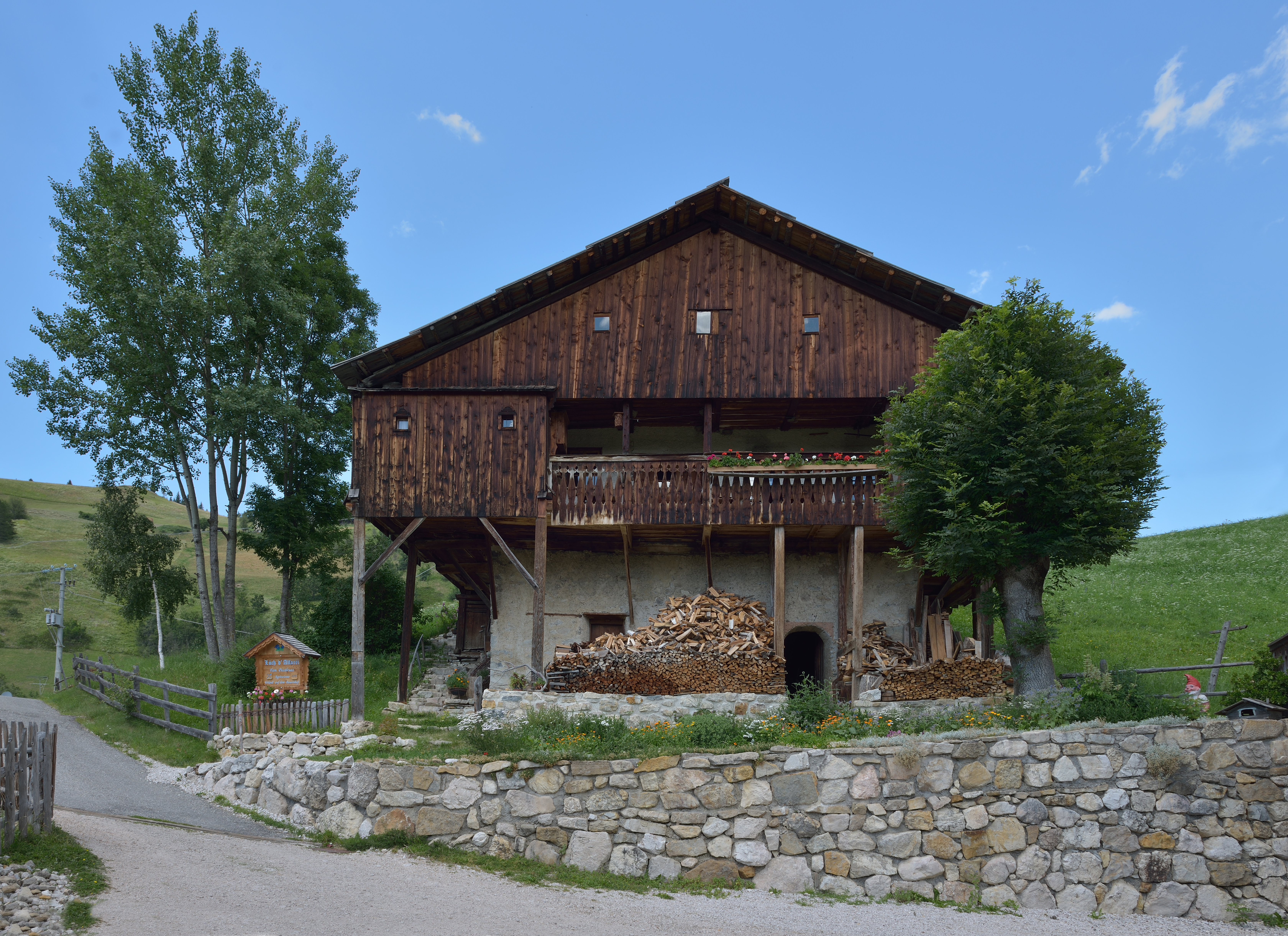
Alfarëi (Badia)
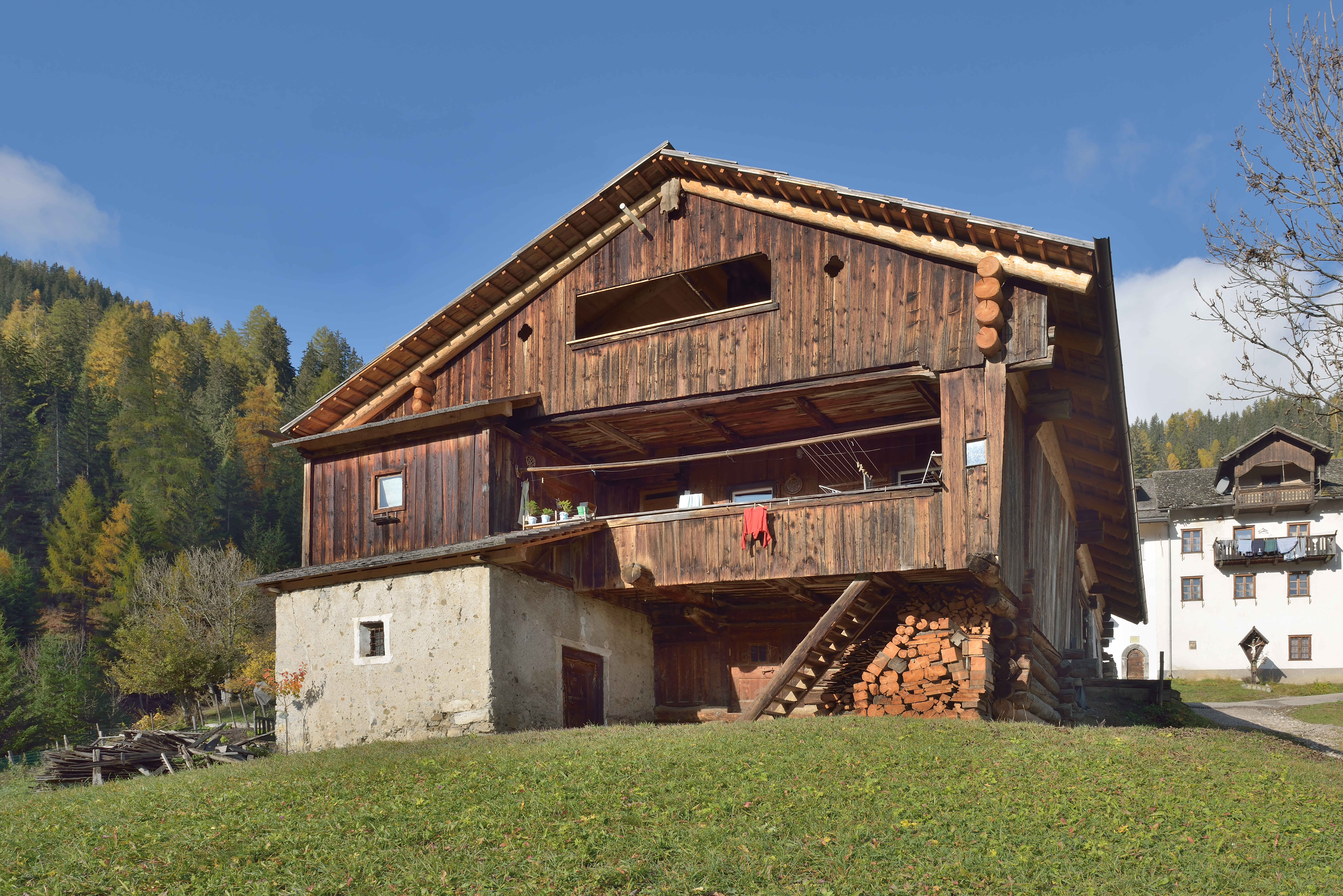
Pramperch (La Valle)
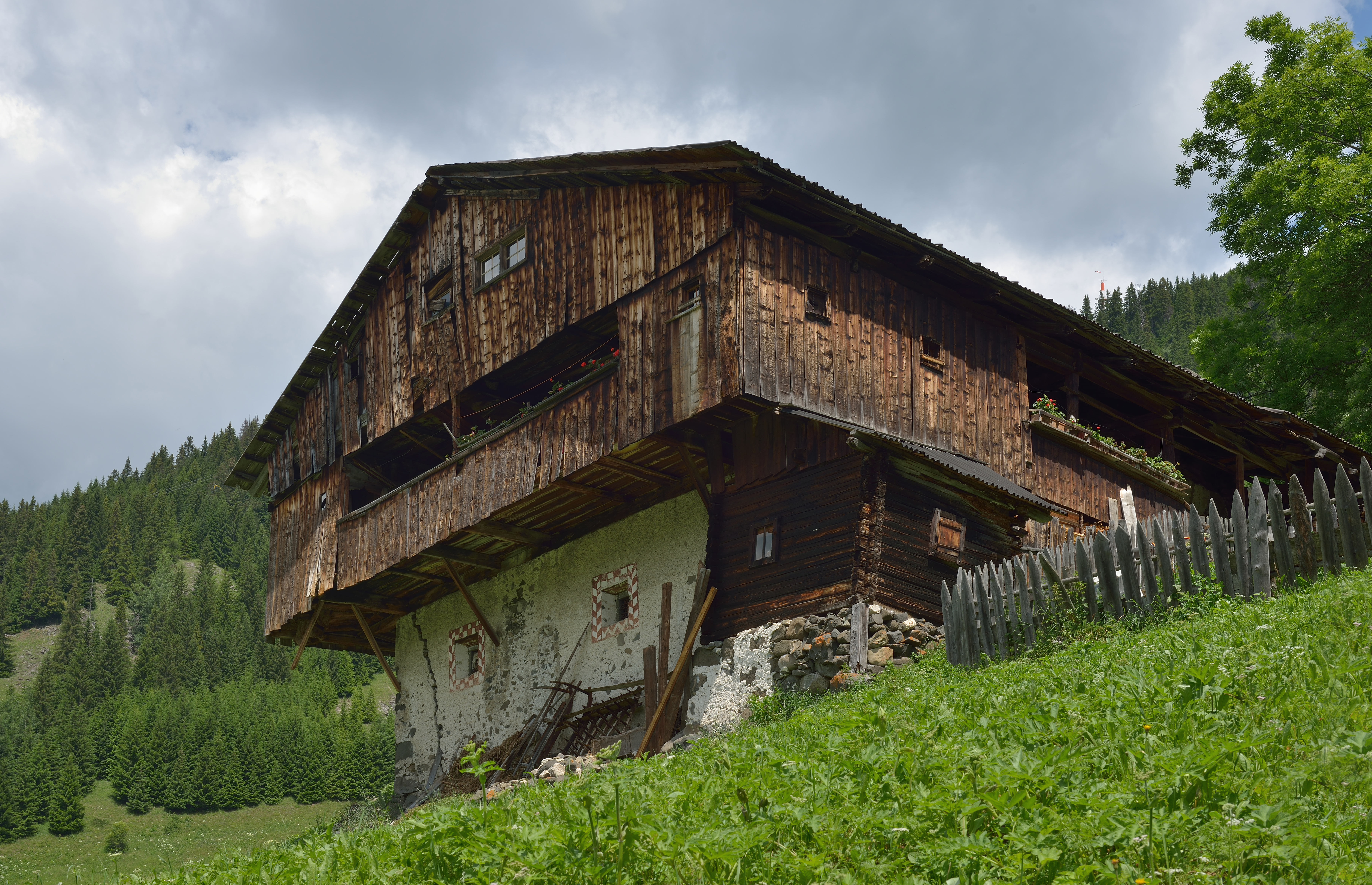
Plaza d'Sott (Corvara)

#### La casa "gotica"
La casa "gotica" si sviluppa a partire dalla fine del XV secolo. Si caratterizza per un volume unico e per la costruzione quasi interamente in muratura. L'assenza di elementi lignei orizzontali dà un senso di maggiore verticalità a queste dimore, anche se nella sostanza la divisione degli spazi interni in tre piani, rimane quasi invariata.
Data la loro maggior raffinatezza e imponenza, a queste strutture venne associato un aspetto particolare delle viles, il Maier. I masi appartenenti alla nobiltà (piccoli feudatari, Principato Episcopale di Bressanone, Abazia di Castel Badia) solitamente più ricchi e estesi, erano amministrati da un sovrintendente appositamente nominato, detto Maier (dal latino maior). Tale titolo, divenuto ormai ereditario, garantiva al maier uno "status" di preminenza fra gli altri capifamiglia grazie al loro rapporto diretto con la nobiltà fondiaria e all'estensione del maso da essi amministrato. La casa "gotica" divenne così il simbolo di tale "status" essendo spesso associata ai masi amministrati da un maier, che di fatto risultavano essere spesso le famiglie più facoltose.

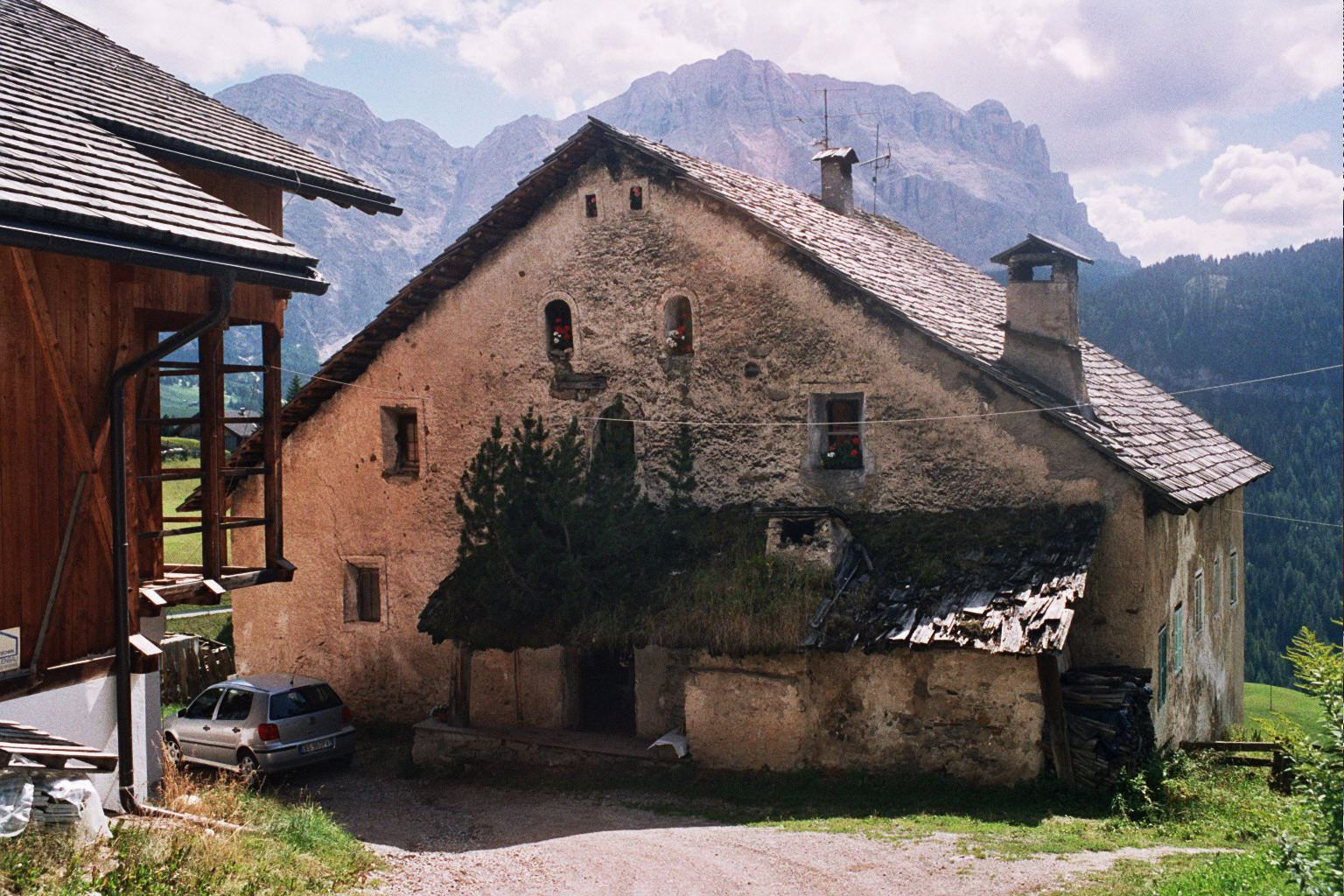
Runch (La Valle)
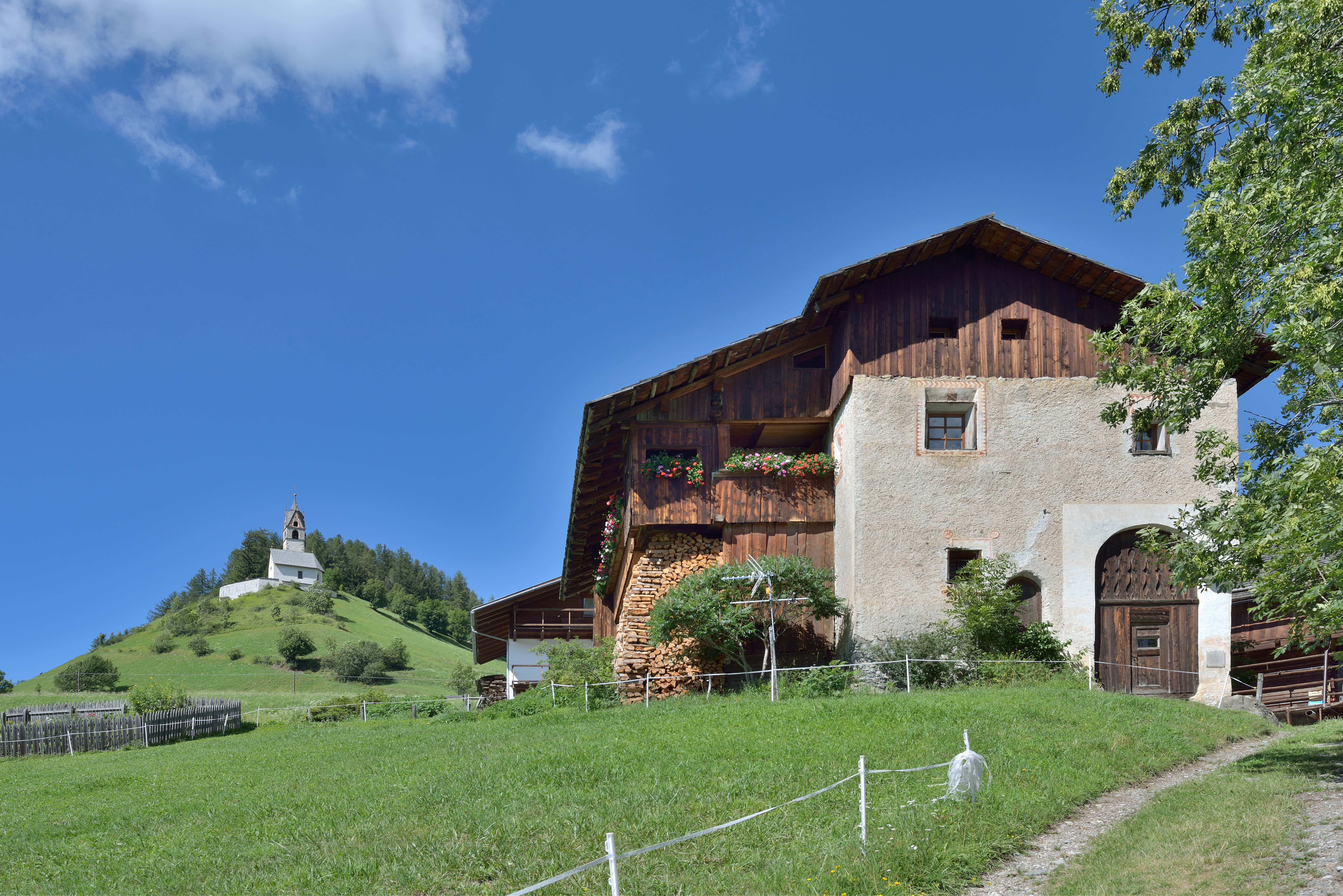
Rü (La Valle)
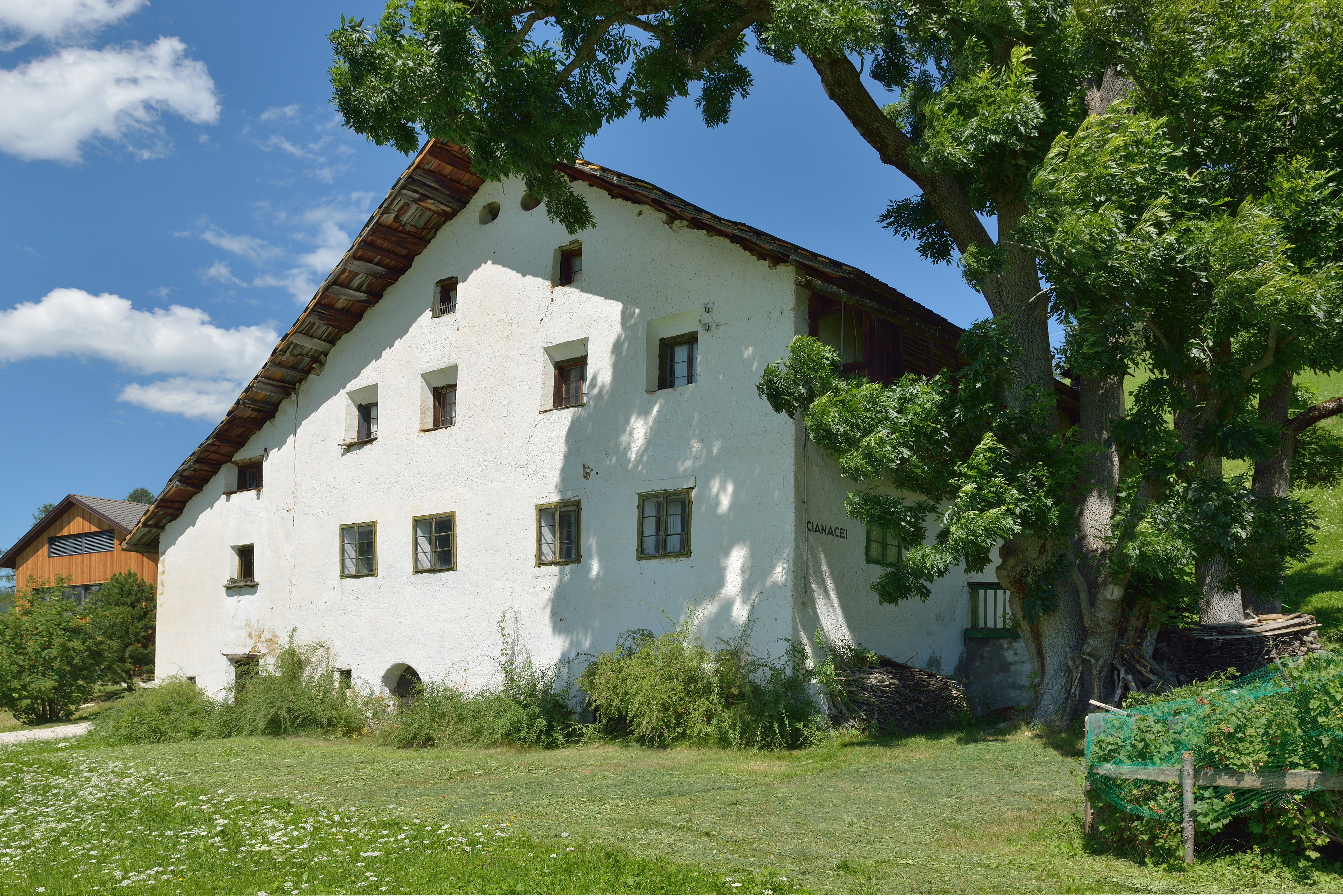
Cianacëi (Badia)

#### La "Pilzhaus", casa a fungo
A unire i vantaggi degli stili precedenti, si sviluppò la "casa a fungo" propriamente detta (in tedesco Pilzhaus). Si tratta della forma più comune ed essendo una via di mezzo fra la casa "romanica" e "gotica" non sempre la sua classificazione è nitida. Della prima condivide la forma, limitando però notevolmente la sporgenza della parte lignea, della seconda invece assume la prevalenza della struttura muraria. Infatti prevale la muratura, che occupa due piani, sul legno, usato solo per l'ultimo piano.

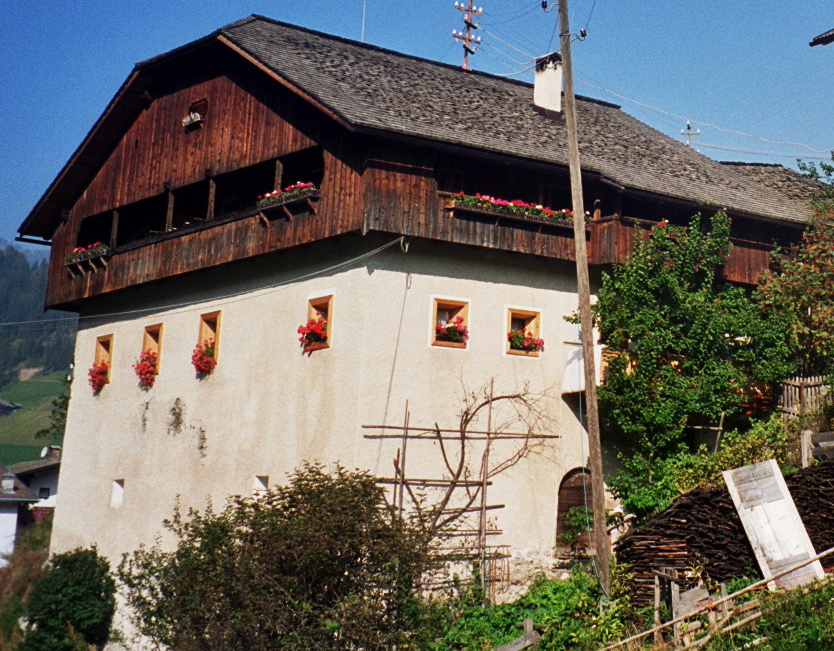
Ciamplò (La Valle)
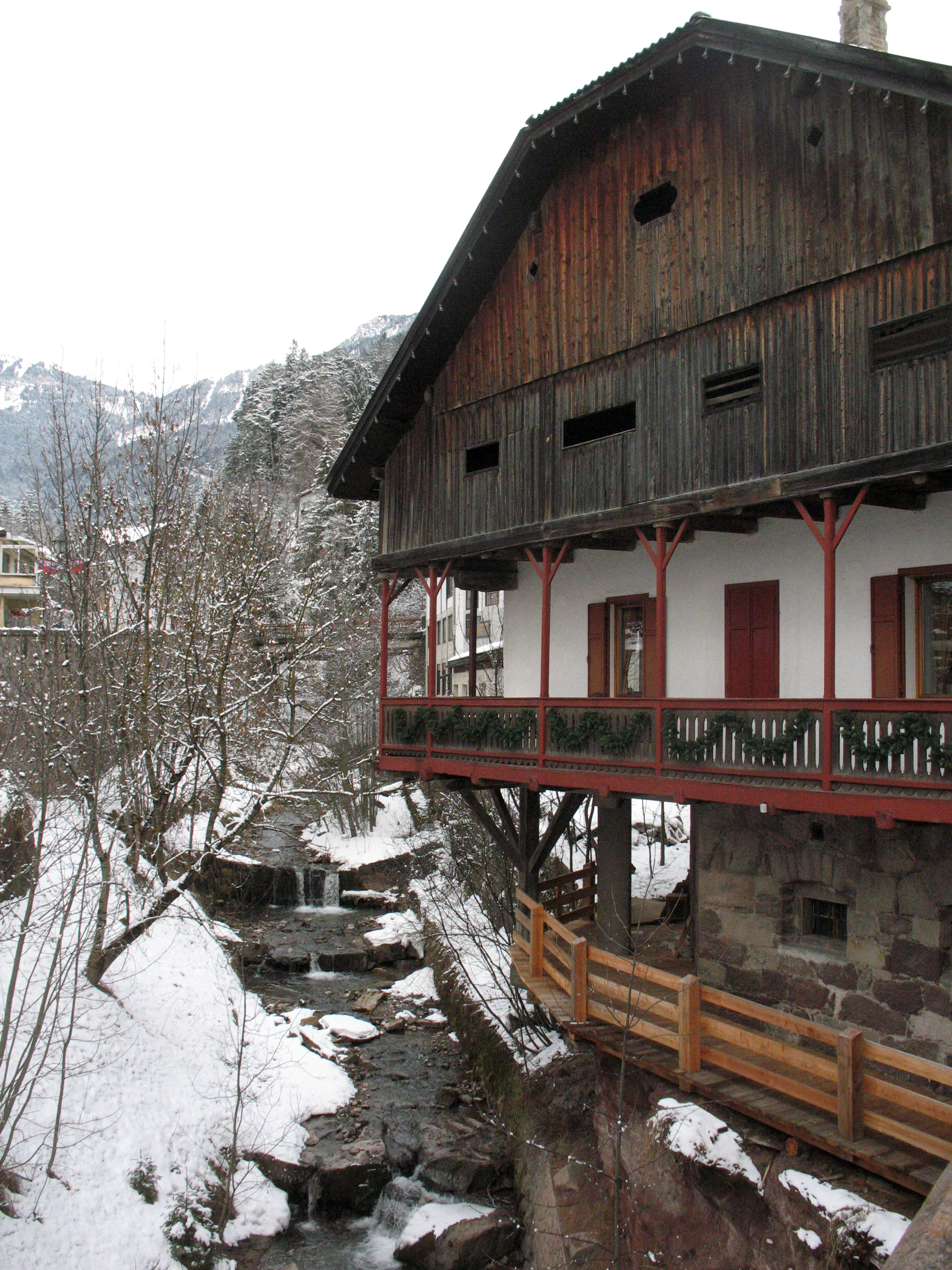
Purger (Ortisei)
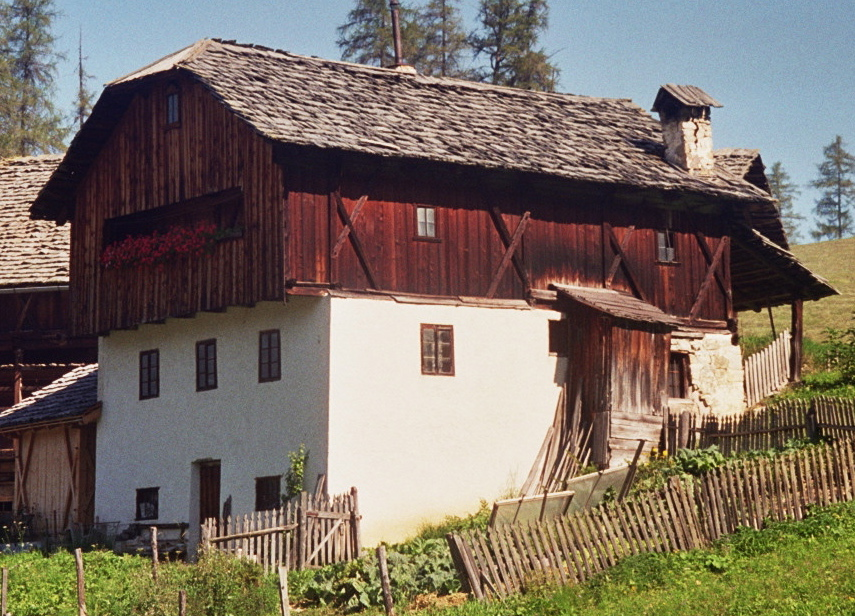
Furnacia (La Valle)

#### La casa moderna
Con l'accrescersi della popolazione e l'uso del mattone, in tempi moderni la casa ladina ha assunto nuove forme. Quella più frequente è la casa con il volume principale totalmente in muratura, mentre i volumi aggiunti, come balconi e porticati, sono interamente fabbricati in legno.

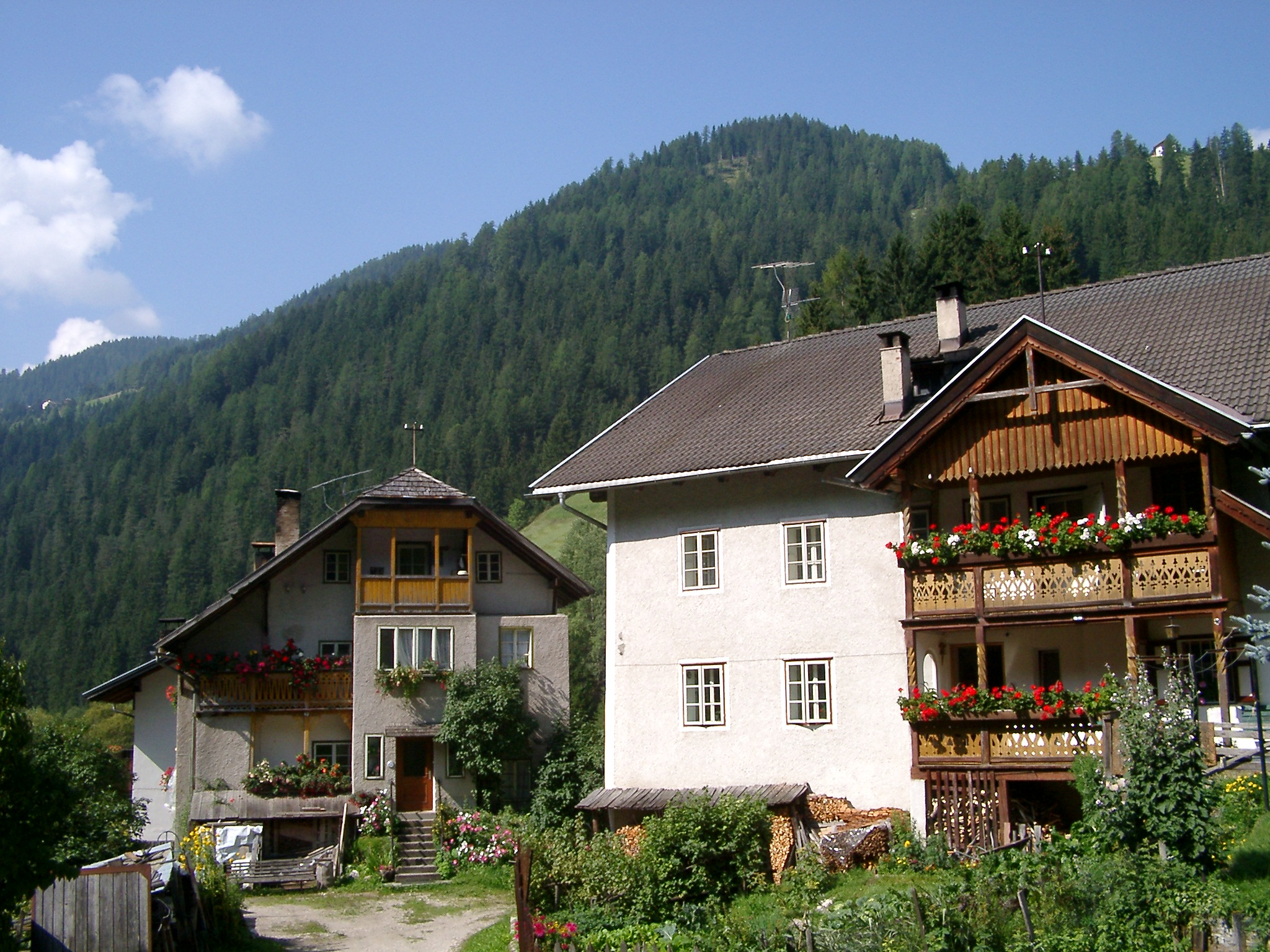
Casa recente a Pederoa (La Valle)
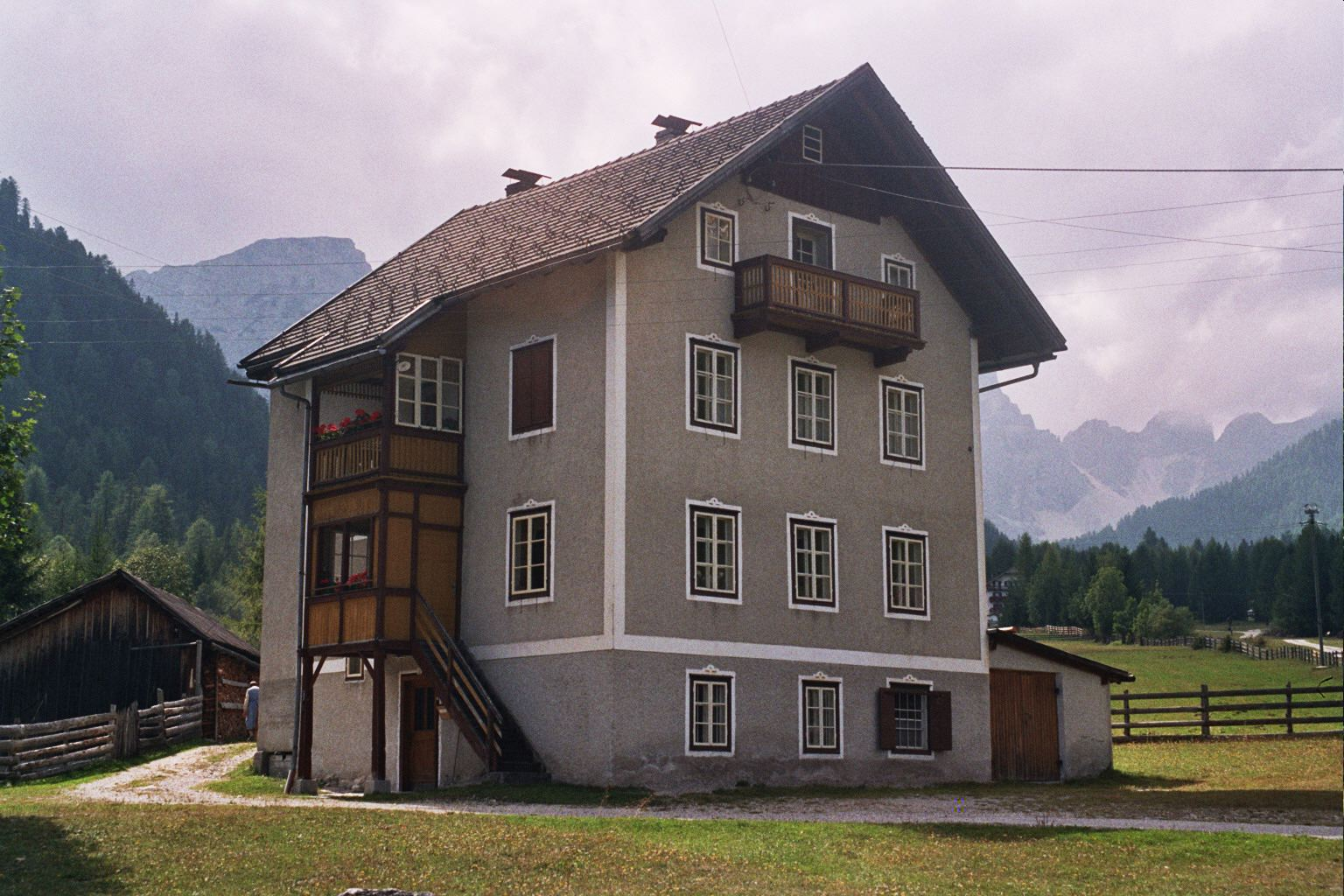
Casa recente a Longiarù

## La modernizzazione e conservazione delleviles

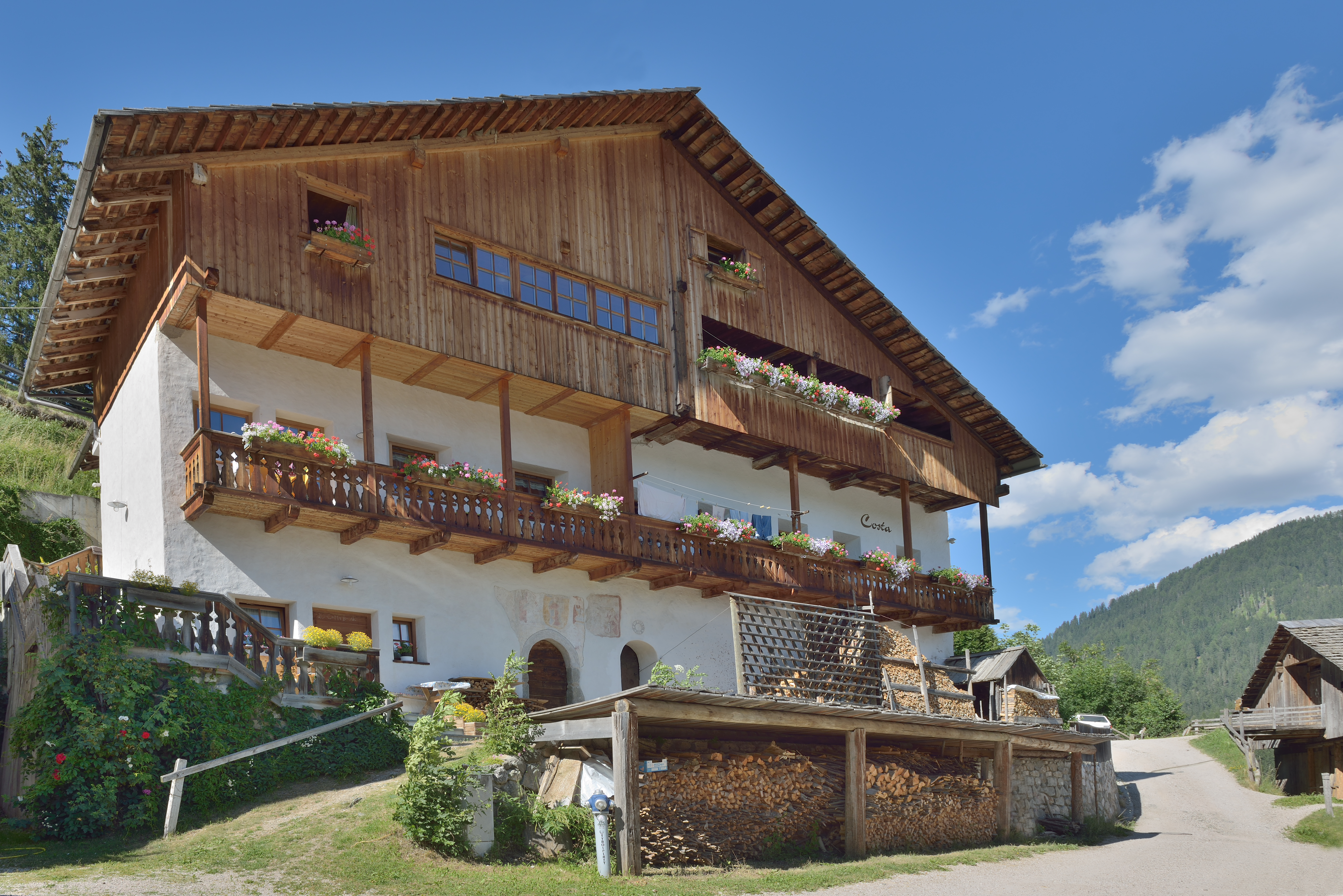
Il maso Costa a Badia è un esempio di restauro rispettoso delle strutture tradizionali.

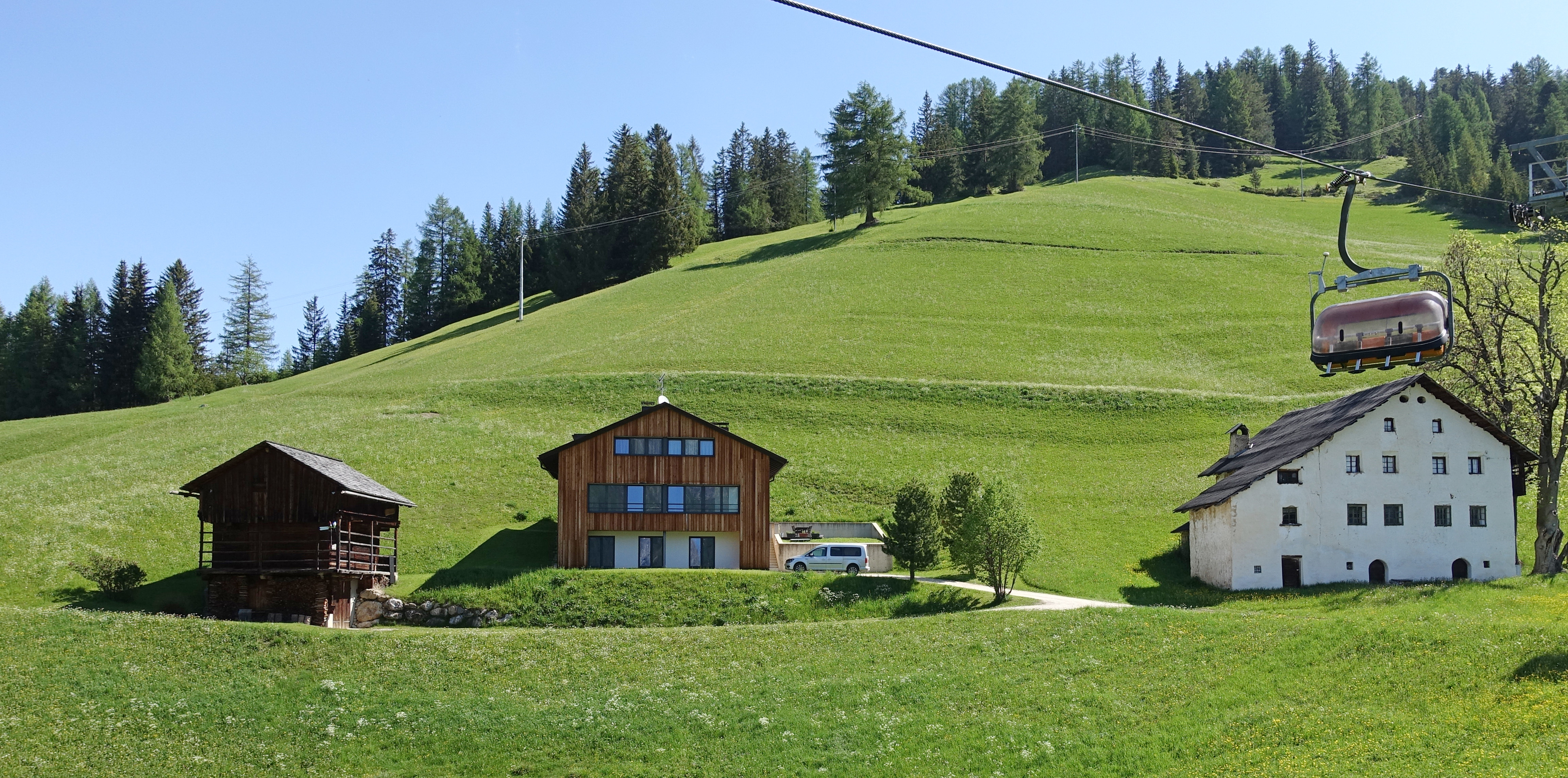
La crescita della popolazione e la nuova vocazione turistica della valle tenta di convivere con le tradizioni. Una vecchia majun in stile "romanico" a sinistra e la vecchia casa "gotica" a destra della vila di Cianacei, convivono con una casa moderna e gli impianti di risalita.

I tempi moderni hanno messo a dura prova le viles ladine. L'abbandono dell'economia di sussistenza, venendo meno la necessità di risparmiare terreno, ha permesso a molte viles di "spargersi", perdendo il fascino e la peculiarità delle viles "nucleate". Non di minor impatto è stato il cambio paesaggistico a conseguenza del passaggio dalla pluricoltura alla monocoltura da fieno.
La presenza di campi di cereali, di lino, di papaveri e di legumi conferiva al paesaggio una varietà di colori e tecniche di coltivazioni (come i covoni). Tutto ciò ha lasciato spazio all'uniformità dei prati incolti da fieno.
Vecchie case sono state qualche volta oggetto di un restauro rispettoso, conservando le forme e i colori della tradizione; in altri casi sono state abbattute e sostituite da costruzioni moderne che richiamano i canoni antichi. Sfortunatamente non mancano i casi di edifici nuovi completamente avulsi dal panorama secolare che le circonda, sia per forma costruttiva, che per materiali o colori.
L'aumento esponenziale del turismo ha richiesto la costruzione di grandi alberghi che in molti casi hanno stravolto l'aspetto dei masi, un tempo dominati dalle majuns. In compenso la modernizzazione ha favorito lo sviluppo di forme architettoniche nuove e ormai caratteristiche, che combinano i materiali e le forme tradizionali in edifici moderni e funzionali.
Questa serie di eventi ha portato la Provincia Autonoma di Bolzano ad approvare nel 1984, con diversi decreti, apposite disposizioni a tutela delle viles. Inoltre le viles sono tutelate paesaggisticamente nel Regolamento di esecuzione alla legge urbanistica provinciale (legge provinciale 11 agosto 1997, n. 13).
Recentemente è stato avviato un progetto per l'esportazione del modello di salvaguardia delle viles della Val Badia alla vicina Val Gardena.
| Comune               | Viles sottoposte a vincolo paesaggistico | Viles delle quali almeno un edificio è incluso nell'elenco dei beni architettonici vincolati in Alto Adige      |
| -------------------- | --- | --- |
| Marebbe              | Alnëi, Biëi, Ciaseles, Curt, Fordora, Frêna, Frontü, Pliscia Brach, Cianoré, Costa, Costamesana, Les Ciases, La Munt, La Costa, Miscí, Pinëi, Rara, Ras, Tintal, Torpëi, Val d’la Tor | Brach, Farber, Kaneider, Curt, Sack, Moregg, Pintja, Plazores, Rost, Somür                                      |
| San Martino in Badia | Gran Jù, Miscì, Seres, Vì, Pice Jù, Anvì, Prousc, Frëina, Lagoscel | Ciablun, Lacurt, Camora, Mair, Pespach de Sora                                                                  |
| La Valle             | Aiarëi, Cians, Ciampëi, Furnacia, Lunz, Runch, Col, Dlijia Vedla, Frëines, Miribun, Picedac, Promperch, Spëscia, Taéla, Tolpëi                                                        | Coz, Rumestluns, Promperch, Runch, Rü                                                                           |
| Badia                | Alfarëi, Anvì, Sotrù, Suraćianins, Soplà, Rü, Dlira, Runch, Ćiaminades, Sotsas, Pescol, Sotgherdëna, Verda                                                                            | Alfarëi, Cianaciei, Oies, Costa, Larjei, Valgiarëi, Marin de Sura, Rudiferia, Plansarores, Sompunt, Sotgherdëna |
| Corvara in Badia     | Lalega, Merscia, Costa, Sorà, Ruac, Altonn, Col | Plan de Sora, Plaza de Sot, Plaza de Sura, Sorà, Ruatsch, Roch                                                  |

## Percorsi turistici
Nel 1984 in concomitanza alle prime disposizioni a tutela delle viles, vennero creati, con il patrocinio dell'Assessorato per la protezione dell'ambiente della Provincia Autonoma di Bolzano, tre percorsi turistici denominati Roda dles viles (giro delle viles). Questi percorsi tematici permettono di addentrarsi in alcune delle viles meglio conservate della Val Badia. Un quarto percorso successivamente è stato installato a Badia.
- Pieve di Marebbe: il percorso circolare presenta anche una variante, andando a toccare le viles di Brach, Ciaseles, Frontü, Biëi, Fordora, Frêna, La Costa, Cianoré. Il percorso è lungo circa 8 km.
- Longiarù: il percorso circolare oltre a toccare le viles di Frëina, Seres, Miscì, Grones, Vigo, Lasuscell e Ties, attraversa l'incantevole valle dei molini. Il percorso è lungo circa 9 km.
- La Valle: il percorso circolare attraversa i masi di Cians, Ciampëi, Biei, Runch, Ciablun, Tolpëi. Nell'ultima parte tocca le rovine della vecchia parrocchiale di La Valle e la Chiesa di Santa Barbara, punto panoramico celebre. La lunghezza del percorso è di circa 5 km.[16]
- Badia: il percorso è circolare e lo si può iniziare sia da La Villa che da San Leonardo. Permette di visitare le viles di Cianins, Craciurara, Fistí, Sotrú, Oies, Frëinademez, Rainé, Alfarëi, Ruac, Fussé, Coz, Anví, Adan e Altin. Nella vila di Oies è visitabile la casa natale e il santuario di San Giuseppe Freinademetz. La lunghezza complessiva è di circa 9 km.[17]

Presso il Museum Ladin Ciastel de Tor vi è una sezione dedicata alle viles della Val Badia.